# 1970 في البرازيل
فيما يلي قوائم الأحداث التي وقعت خلال عام 1970 في البرازيل.

## رياضة
- 1 يناير – نهائي كأس العالم 1970

## مواليد

### يناير
- 1 يناير – جواو ميغيل لاعب كرة قدم برازيلي.
- 9 يناير – أكسيل لاعب كرة قدم برازيلي.
- 17 يناير – كاسيو باروس لاعب كرة قدم برازيلي.

### مارس
- 14 مارس – جونيور بايانو لاعب كرة قدم برازيلي.
- 21 مارس – مواسير رودريغيز سانتوس لاعب كرة قدم برازيلي.

### مايو
- 11 مايو – سيرجيو لويس دي أرواخو لاعب كرة قدم برازيلي.
- 22 مايو – بدرو دينيز سائق سيارة سباق برازيلي.

### يونيو
- 7 يونيو – كافو لاعب كرة قدم برازيلي.
- 8 يونيو – سيو جوهجي
- 12 يونيو – خوسيه ماريا ماركوس لاعب كرة قدم برازيلي.
- 16 يونيو – خايمي أونسينس لاعب كرة مضرب برازيلي.

### يوليو
- 1 يوليو – كينغ لاعب كرة قدم برازيلي.
- 25 يوليو – لوتشيانو دياز لاعب كرة قدم برازيلي.

### أغسطس
- 14 أغسطس – كارلوس جيرمانو لاعب كرة قدم برازيلي.
- 21 أغسطس – موريلو روزا
- 27 أغسطس – ايدينهو
- 29 أغسطس – أليساندرا نيغريني

### سبتمبر
- 13 سبتمبر – ايفيرتون جيوفانيلا لاعب كرة قدم برازيلي.
- 17 سبتمبر – اديلسون لاعب كرة قدم برازيلي.
- 19 سبتمبر – سوني أندرسون لاعب ومدرب كرة قدم برازيلي.
- 22 سبتمبر – مارك كيفن غولنر لاعب كرة مضرب ألماني.

### أكتوبر
- 10 أكتوبر – دانيال كونسيساو سيلفا لاعب كرة قدم برازيلي.
- 18 أكتوبر – أليكس باروس متسابق دراجات نارية برازيلي.

### نوفمبر
- 16 نوفمبر – ماركو أنتونيو أوراوا لاعب كرة قدم برازيلي.
- 29 نوفمبر – برونو غارسيا ممثل برازيلي.
- 30 نوفمبر – لويز أنطونيو لاعب كرة قدم.

### ديسمبر
- 5 ديسمبر – كلاوديو جيوفاني لاعب كرة قدم برازيلي.
- 9 ديسمبر – جالمينيا لاعب كرة قدم برازيلي.
- 19 ديسمبر – رونييليت خوسيه ساشيناتو لاعب كرة قدم برازيلي.

## وفيات

### فبراير
- 20 فبراير – كافيه فيلهو (مواليد 1899)

### أغسطس
- 26 أغسطس – أديمار بيمنتا (مواليد 1896) لاعب كرة قدم برازيلي.